# لورانس ماركوس
لورانس ماركوس (بالإنجليزية: Lawrence Marcus)‏ هو شخصية أعمال أمريكي، ولد في 5 يوليو 1917 في دالاس في الولايات المتحدة، وتوفي بنفس المكان في 1 نوفمبر 2013.